# Joel Asch
Joel Asch, auch Joel ben Meir Joseph (geb. 1745 in Stargard, Preußen; gest. 3. Oktober 1810 in Schönlanke, Herzogtum Warschau) war ein jüdischer Gelehrter und Rabbiner.

## Leben
Joel Aschs Vater war der Schutzjude Meyer Joseph. Joel Asch studierte den Talmud in Frankfurt (Oder) und Berlin. In Berlin war er fünf Jahre lang Hauslehrer beim Oberlandesältesten Jacob Moses. 1779 wurde Joel Asch Rabbiner und Leiter des Beth Hamidrasch in Schönlanke, wo er 1810 starb.

## Werke
- Joel Asch: Yitedot Ohalim. halachische und aggadische Auslegungen zum Pentateuch. Berlin 1788 (hebräisch).